# لوبکور
لوبکور (به فرانسوی: Lubécourt) یک کمون در فرانسه است که در Canton of Château-Salins واقع شده‌است.

## خصوصیات
لوبکور ۳٫۴۵ کیلومترمربع مساحت و ۵۷ نفر جمعیت دارد و ۱۶۲ متر بالاتر از سطح دریا واقع شده‌است.